# ليلي (مغنية)
يلي جين بارك مورو، والمعروفة بإسم ليلي (بالكورية: 릴리)‏ هي مغنية أسترالية وكورية جنوبية، ولدت يوم 17 أكتوبر 2002 في ماريسفيل في أستراليا.

## روابط خارجية
- ليلي (مغنية) على موقع IMDb (الإنجليزية)
- ليلي (مغنية) على موقع ميوزك برينز (الإنجليزية)
- ليلي (مغنية) على موقع قاعدة بيانات الفيلم (الإنجليزية)
- ليلي (مغنية) على موقع كينوبويسك (الروسية)

لم يتم العثور على روابط لمواقع التواصل الاجتماعي.